# Fernand Hollande
Pour les articles homonymes, voir Hollande (homonymie).
Fernand Hollande, né le 21 septembre 1876 à Avesnes-sur-Helpe (Nord) et mort le 22 octobre 1938 à Saint-Quentin (Aisne), est un homme politique français.

## Biographie
Médecin radiologue à Saint-Quentin à partir de 1911, membre de la SFIO, il est conseiller municipal de 1931 à 1935 et élu conseiller d'arrondissement en 1934.
Très populaire dans la ville pour son action en faveur de la santé, il est élu député en 1936.
Il décède en cours de mandat, en 1938.

## Sources
- « Fernand Hollande », dans le Dictionnaire des parlementaires français (1889-1940), sous la direction de Jean Jolly, PUF, 1960 [détail de l’édition]